# Internet em Angola
As telecomunicações em Angola incluem telefone, rádio, televisão e Internet. O governo controla todos os meios de transmissão com alcance nacional.
Em 2001, no final da Guerra Civil Angolana, o governo começou a adoptar regulamentos para liberalizar o sector das telecomunicações. Isso permitiu que os investimentos privados revitalizassem a infra-estrutura de telecomunicações do país, que havia sido severamente prejudicada pelo conflito de décadas. Em 2012, Angola tinha um dos maiores mercados de telecomunicações móveis na África Subsariana e o acesso à Internet estava crescendo de forma constante. O Ministério das Telecomunicações, Tecnologias de Informação e Comunicação Social (MINTTICS) supervisiona o sector das telecomunicações que é regulado pelo Instituto Nacional de Telecomunicações de Angola (INACOM).

## Empresas de telecomunicações e Internet em Angola
Actualmente existem muitas empresas de telecomunicações e internet em Angola. Dentre estas as mais destacadas são:
- Unitel
- Movicel
- Africell
- Angola Telecom
- Grupo Paratus Angola
- TV Cabo Angola